# 596

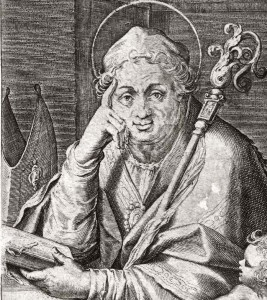
Augustinus van Canterbury

Het jaar 596 is het 96e jaar in de 6e eeuw volgens de christelijke jaartelling.

## Gebeurtenissen

### Europa
- De Merovingische dynastie wordt voortgezet door de Frankische koningen Theudebert II (10 jaar) van Austrasië en Theuderik II (9 jaar) van Bourgondië. Onder supervisie van hun grootmoeder Brunhilde treden de beide broers eendrachtig op tegen Neustrië (huidige Frankrijk).

## Religie
- Paus Gregorius I de Grote stuurt Augustinus van Canterbury als missionaris naar Engeland om daar het christendom te prediken en de Angelsaksen te bekeren. Onderweg naar Gallië ontstaat er in de groep van 40 benedictijnse monniken twijfel over de goede afloop van de missie. Gregorius laat hen vanuit Rome per brief bemoedigen en Augustinus wordt tot bisschop benoemd. Tijdens zijn reis wordt hij vergezeld door Frankische gidsen (o.a. tolken).

## Geboren
- Kōtoku, keizer van Japan (overleden 654)

## Overleden
- Ebrulfus (79), Frankisch monnik en abt